# Gruffydd Fychan
Gruffydd Fychan (Gruffydd der Jüngere; eigentlich Gruffydd ap Gruffydd Maelor) († 1289) war ein walisischer Lord aus dem Königreich Powys.

## Leben
Er war der jüngste der vier Söhne von Gruffydd Maelor ap Madog. Nach dem Tod seines Vaters 1269 schloss er 1270 mit seinen älteren Brüdern Madog, Llywelyn und Owain auf der Burg Dinas Bran ein Abkommen, in dem sie das Königreich unter sich aufteilten. Sein Anteil war Iâl and Edeirnion. Anfang 1277 unterwarf er sich während des ersten Feldzugs von König Eduard I. gegen Wales rasch dem englischen König und durfte Iâl unter englischer Oberherrschaft behalten, während er für Edeirnion ein Vasall des walisischen Fürsten Llywelyn ap Gruffydd blieb.
Gruffydd gehörte zusammen mit seinem Bruder Llywelyn zu dem walisischen Aufgebot, das am Palmsonntag 1282 die englische Stadt Oswestry in Shropshire eroberte und plünderte. Trotz dieses Treuebruchs gegenüber dem englischen König wurde er nicht wie die meisten anderen walisischen Lords nach der Eroberung von Wales 1283 enteignet, sondern durfte auf Fürsprache von John de Warenne, 6. Earl of Surrey, der als neuer Lord von Yale Gruffydds Besitzungen in Iâl übernommen hatte, seinen Grundbesitz in Glyndyfrdwy als Vasall im nun englischen Merionethshire behalten. Sein Erbe und Nachfolger war sein Sohn Madog. Dieser erbte um 1300 von den Nachfahren von Owain Fychan die Herrschaft Cynllaith, er war der Urgroßvater von Owain Glyndŵr.